# 류충걸 묘소 및 신도비
류충걸 묘소 및 신도비(柳忠傑 墓所 및 神道碑)는 세종특별자치시 장군면 대교리에 있다. 2014년 9월 30일 세종특별자치시의 향토문화유산 제53호로 지정되었다.

## 개요
류충걸 묘소 및 신도비는 조선시대 문신인 류충걸(柳忠傑, 1588∼1665)의 묘와 그의 행적을 기록하여 묘 앞에 세운 비석이다.
류충걸은 임진왜란(壬辰倭亂, 1592~1598) 때 이순신(李舜臣, 1545~1598)장군을 도와 왜군을 물리친 충경공 류형(忠景公 柳珩, 1566~1615)의 아들로 자는 신백(藎伯), 호는 금사(錦沙)이다. 무인이었던 아버지와는 달리 학문에 정진하여 1618년(광해군 10)에 실시한 식년시(式年試)에서 진사(進士)에 합격하였다. 하지만 당시 왕이었던 광해군(光海君, 1575~1641)이 선대(先代) 왕인 선조(宣祖, 1552~1608)의 계비(繼妃)이자 본인의 계모(繼母)인 인목대비(仁穆大妃)를 영창대군(永昌大君, 1606~1614)의 역모(逆謀)사건과 연루시켜 폐위(廢位)하는 사건이 발생하였다. 류충걸은 그 부당함을 참지 못해 과거(科擧)에 대한 생각을 접고 공주(公州, 현재 세종특별자치시 장군면)로 내려오면서 이 지역 진주류씨(晉州柳氏)의 시조(始祖)가 되었다. 1623년(광해군 15) 인조반정(仁祖反正)으로 광해군과 북인세력이 밀려난 이후 관직을 시작하였으며, 1636년(인조 14)에 발발한 병자호란(丙子胡亂) 때는 사재감(司宰監)의 종7품(從七品) 직장(直長)이었으나 의병(義兵)을 모집하기도 하였다. 그 후 왕세자를 모시고 호위하는 임무를 맡았던 세자익위사(世子翊衛司)의 정오품(正五品) 관직인 익위(翊衛)에 이르렀다.
묘는 장군면 대교리에 위치한 국사봉(214m)에서 남동쪽으로 내려가는 능선의 끝자락에 위치한다. 묘의 곁은 1쌍의 문인석(文人石)과 1쌍의 동자석(童子石)이 지키고 있으며, ‘侮将軍 世子翊衛司 翊衛 柳公忠傑之墓(모장군 세자익위사 익위 류공충렬지묘’라 새겨진 묘비(墓碑)가 무덤의 오른쪽에 세워져있다.
신도비는 1687년(숙종 13) 당시 최고의 문인이었던 송시열(宋時烈, 1607~1689)이 짓고 서화로 유명한 김수항(1629~1689)이 쓴 것으로, 묘의 남쪽 약 90m 아래에서 묘로 향하는 길을 안내하듯 서있다.
1827년(순조 27) 류진동(柳辰仝, 1497~1561), 류형, 류충걸 세 사람의 위패를 모시기 위해 후손들이 금호서사(錦湖書社)를 세웠으나 흥선대원군(興宣大院君, 1820~1898)이 1868년(고종 5)에 내린 서원철폐령(書院撤廢令)에 따라 없어졌다. 하지만 1974년 그 위치에 류형의 충절을 기리는 충렬사(忠烈祠)를 세우고 류형의 신도비(세종특별자치시 향토문화유산 제67호)와 류충걸의 동생 류지걸의 정려(세종특별자치시 향토문화유산 제48호)를 보존하고 있다.